# Malvales
Malvales je red cvetajućih biljki. Kako je opisano APG II-sistemom, red uključuje oko 6000 vrsta unutar devet porodica. Red je postavljen u evrozidima II, koji su deo eudikota.
Biljke su uglavnom žbunje i drveće; većina porodica ovog reda ima kosmopolitsku distribuciju u tropima i suptropima, sa ograničenom ekspanzijom u umerenim regionima. Zanimljiva distribucija se javlja na Madagaskaru, gde se javljaju tri endemske porodice Malvales (Sphaerosepalaceae, Sarcolaenaceae and Diegodendraceae) occur.
Mnoge vrste Malvaceae, sensu lato (u širem smislu), cenjene su zbog svog drveta, pri čemu je Ochroma (balsa) poznata po svojoj lakoći, a Tilia kao popularno drvo za rezbarenje. Plod kakao drveta (Theobroma cacao) se koristi kao sastojak za čokoladu. Kola orasi (rod Cola) su prepoznatljivi po visokom sadržaju kofeina i u prošlosti su se obično koristili u pripremi raznih napitaka. Još uvek se koriste kao stimulans, posebno u Zapadnoj Africi gde se žvaću zbog ovog efekta. Drugi poznati pripadnici Malvalesa u smislu APG II su dafne, hibiskus, alceja, bamija, juta, baobab, pamuk, kapok (koji uglavnom potiče od Ceiba pentandra, ali i od drugih „kapok stabala“ takođe Malvalesa, npr. kao Bombax ceiba), i durijan.

## Literatura
- Alverson, W. S., K. G. Karol, D. A. Baum, M. W. Chase, S. M. Swensen, R. McCourt, and K. J. Sytsma (1998). Circumscription of the Malvales and relationships to other Rosidae: Evidence from rbcL sequence data. American Journal of Botany 85, 876–887. (Available online: Abstract Архивирано 2010-06-26 на сајту )
- Edlin, H. L. 1935. A critical revision of certain taxonomic groups of the Malvales. New Phytologist 34: 1-20, 122–143.
- Judd, W.S., C. S. Campbell, E. A. Kellogg, P. F. Stevens, M. J. Donoghue (2002). Plant Systematics: A Phylogenetic Approach, 2nd edition. pp. 405–410 (Malvales). Sinauer Associates, Sunderland, Massachusetts. . ISBN 0-87893-403-0. Недостаје или је празан параметар |title= (помоћ)
- Kubitzki, K. and M. W. Chase. 2003. Introduction to Malvales, pp. 12– 16. In K. Kubitzki (ed.), The Families and Genera of Vascular Plants, vol. 5, Malvales, Capparales and non-betalain Caryophyllales.
- du Mortier, B. C. J. (1829). Analyse des Familles de Plantes, avec l'indication des principaux genres qui s'y rattachent, p. 43. Imprimerie de J. Casterman, Tournay.
- Watson, L., and Dallwitz, M. J. (1992 onwards). The families of flowering plants: descriptions, illustrations, identification, and information retrievalThe families of flowering plants: descriptions, illustrations, identification, and information retrieval. http://delta-intkey.com
- Whitlock, B. A. (October 2001). Malvales (Mallow). In: Nature Encyclopedia of Life Sciences. Nature Publishing Group, London. (Available online: DOI | ELS site)

## Spoljašnje veze
- Tree of Life Malvales Архивирано на веб-сајту  (23. октобар 2020)
- Johansson, J.T. 2013 (and onwards). The Phylogeny of Angiosperms. Published online. http://angio.bergianska.se Malvales